# ブロモクロロジフルオロメタン
ブロモクロロジフルオロメタン(Bromochlorodifluoromethane)は、化学式CF2ClBrのハロアルカンである。ハロン1211とも呼ぶ。
臭素を含むハロアルカンは、第二次世界大戦中に航空機や戦車用の消火器として用いられた。ハロン1211は、1960年代中盤に、博物館やメインフレーム、電話交換機室内等の高価な物を収める場所に用いるための効率的なガス系消火器として導入された。また、船のエンジン室や輸出用の自動車用にも広く用いられた。消火剤としての性能の良さから、商業用航空機のための消火剤として重要な位置を占めており、また、携帯用の消火器でも良く用いられた。この物質の消火剤としての優位性は、四塩化炭素等と比べ毒性が低いことと、共有結合物質であるために導電性のイオンに変化せず、そのため電子機器にも用いることができる点である。

## オゾン破壊物質
ハロン1211や類似のフロン類の製造は、モントリオール議定書の規定のため、1994年1月以降は、ほとんどの国で禁止された。しかし、回収されたハロン1211の利用は認められたため、一部の工業では用いられ続けていた。ハロン1211は、アメリカ合衆国でも広く用いられ続けており、その高いコストにもかかわらず、アメリカ陸軍は大きな消費者となっている。しかし、ヨーロッパやオーストラリアは、航空、軍事、警察等での一部の利用を除き、全面的に禁止されている。
アメリカ保険業者安全試験所のリストに掲げられた製造業については、ハロン1211消火器は、2009年10月までに廃止されることになった。将来の廃止予定については議論中である。ハロトロンIは、代替の消火剤である。ただし、ハロン1211と同じ効果を上げるためには、大量に用いる必要がある。また、呼吸器具を付けて用いる必要がある。

## 吸入の乱用
ハロン1211やその他のフロン類の吸入は、心筋の鋭敏化を引き起こしてエピネフリン様物質として循環し、「アドレナリンラッシュ」を引き起こす。オーストラリアでは、1994年4月7日午後11時頃、ゴールドコーストの10代の若者が他の2人と一緒にサウスポート公園のハロン1211消火器のガスを吸入した後に死亡した。この4日前に、近隣のショッピングセンターから6本の消火器が盗まれたとも報じられており、これが特異なケースではないことを示している。